# Anika Noni Rose
Anika Noni Rose (Bloomfield (Connecticut), 6 september 1972) is een Amerikaanse actrice, stemactrice en zangeres.

## Biografie
Rose heeft haar high school doorlopen aan de Bloomfield High School in haar geboorteplaats Bloomfield (Connecticut) waar zij in 1990 haar diploma haalde. Hier begon zij al met acteren in toneelvoorstellingen en besloot dat zij een carrière wilde in acteren. Hierna ging zij theaterwetenschap studeren aan de Florida A&M University in Tallahassee waar zij haar bachelor haalde. Vervolgens studeerde zij drama aan de American Conservatory Theater in San Francisco. Na haar studie verhuisde zij naar New York voor haar carrière als actrice.

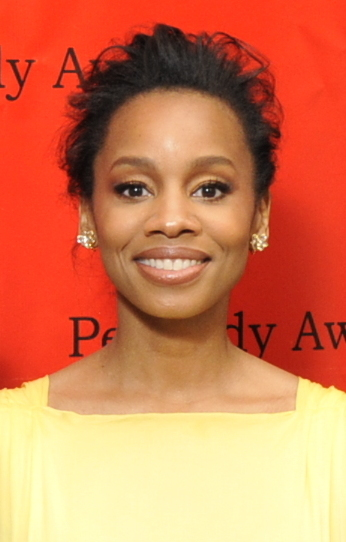
Anika Noni Rose in 2010 bij de uitreiking van de Peabody Award

## Prijzen

### Black Reel Awards
- 2012 in de categorie Uitstekende Optreden in een Televisieserie met de televisieserie Bag of Bones – genomineerd.
- 2011 in de categorie Beste Actrice met de film For Colored Girls – genomineerd.
- 2010 in de categorie Beste Lied en Beste Stem Optreden met de film The Princess and the Frog – gewonnen.
- 2010 in de categorie Beste Lied met de film The Princess and the Frog – genomineerd.

### Broadcast Film Critics Association Awards
- 2007 in de categorie Beste Cast met de film Dreamgirls – genomineerd.

### Grammy Awards
- 2008 in de categorie Beste Soundtrack Album voor een Film met de film Dreamgirls – genomineerd.

### Image Awards
- 2012 in de categorie Uitstekende Actrice in een Televisieserie met de televisieserie Hallmark Hall of Fame – genomineerd.
- 2012 in de categorie Uitstekende Actrice in een Bijrol in een Televisieserie met de televisieserie Law & Order: Special Victims Unit – genomineerd.
- 2011 in de categorie Uitstekende Actrice in een Bijrol in een Film met de film For Colored Girls – genomineerd.
- 2010 in de categorie Uitstekende Actrice in een Film met de film The Princess and the Frog – genomineerd.
- 2010 in de categorie Uitstekende Actrice in een Bijrol in een Televisieserie met de televisieserie The No. 1 Ladies' Detective Agency – genomineerd.
- 2008 in de categorie Uitstekende Actrice in een Televisieserie met de televisieserie The Starter Wife – genomineerd.
- 2007 in de categorie Uitstekende Actrice in een Bijrol in een Film met de film Dreamgirls – genomineerd.

### Satellite Awards
- 2009 in de categorie Beste Actrice in een Bijrol in een Televisieserie met de televisieserie The No. 1 Ladies' Detective Agency – genomineerd.
- 2007 in de categorie Uitstekende Optreden door een Cast met de film Dreamgirls – genomineerd.

### World Soundtrack Awards
- 2010 in de categorie Beste Lied Geschreven voor een Film met de film The Princess and the Frog – genomineerd.

## Filmografie

### Films
- 2024 Mufasa: The Lion King - Afia (stem)
- 2023 Once Upon a Studio - Tiana (stem)
- 2021 The Outlaw Johnny Black - als Jessie Lee
- 2021 Injustice - Catwoman (stem)
- 2020 Jingle Jangle: A Christmas Journey - als Jessica
- 2020 The Killing of Kenneth Chamberlain - als Candace Wade
- 2020 Body Cam - als Taneesha Branz
- 2019 Beast Mode - als Marsha Blackstone
- 2018 Ralph Breaks the Internet - als Tiana (stem)
- 2018 Assassination Nation - als Nance
- 2017 Throne of Elves - als Meyla (stem)
- 2017 Vixen: The Movie - als Kuasa (stem)
- 2017 Everything, Everything - als Pauline
- 2015 For Justice - als Natalia Chapin
- 2014 A Day Late and a Dollar Short - als Paris
- 2014 Imperial Dreams - als Miss Price
- 2013 The Watsons Go to Birmingham – als Wilona
- 2013 Half of a Yellow Stone – als Kainene
- 2013 Khumba – als Lungisa (stem)
- 2013 A Cool as I Am – als Frances
- 2012 Skyler – als therapeute
- 2011 Have a Little Faith – als Annette
- 2011 Company – als Marta
- 2010 For Colored Girls – als Yasmine / Yellow
- 2009 The Princess and the Frog – als Tiana(stem)
- 2008 Just Add Water – als R'ch'lle
- 2006 Dreamgirls – als Lorrell Robinson
- 2004 Surviving Christmas – als Choir
- 2004 Temptation – als Fog
- 2003 From Justin to Kelly – als Kaya

### Televisieseries
Uitgezonderd eenmalige gastrollen.
- 2022 Let the Right One In - als Naomi Cole - 10 afl.
- 2021-2022 Amphibia - als dr. Jan (stem) - 5 afl.
- 2021 Maid - als Regina - 7 afl.
- 2021 Them - als Ella Mae Johnson - 3 afl.
- 2020 Little Fires Everywhere - als Pauline Hawthorne - 4 afl.
- 2020 Magical Girl Friendship Squad: Origins - als Nut - 6 afl.
- 2018-2019 Disney Comics in Motion - als Tiana - 2 afl.
- 2017-2018 The Quad - als dr. Eva Fletcher - 19 afl.
- 2017 Voltron: Legendary Defender - als Acxa - 2 afl.
- 2016-2017 Power - als Jukebox - 6 afl.
- 2015-2016 Vixen - als Kuasa - 9 afl.
- 2016 Roots - als Kizzy - 2 afl.
- 2015-2016 Bates Motel - als speciaal agente Liz Babbitt - 5 afl.
- 2010-2013 The Good Wife – als Wendy Scott-Carr – 14 afl.
- 2012 Private Practice – als Corrine Bennett – 5 afl.
- 2011 Bag of Bones – als Sara Tidwell – 2 afl.
- 2008-2009 The No. 1 Ladies' Detective Agency – als Grace Makutsi – 7 afl.
- 2007 The Starter Wife – als Lavender – 6 afl.

## Theaterwerk opBroadway
- 2014 A Raisin in the Sun - als Beneatha Younger
- 2008 Cat on a Hot Tin Roof – toneelstuk – als Maggie
- 2004 Caroline, or Change – musical – als Emmie Thibodeaux
- 1998-2000 Footloose – musical – als Rusty (understudy)

- Bibsys: 9030969
- Bibliothèque nationale de France: cb161870595 (data)
- Gemeinsame Normdatei: 135484243
- International Standard Name Identifier: 0000 0001 1496 8598
- Library of Congress Control Number: no2007026467
- MusicBrainz: 8882d694-77a8-4113-8525-f3436e21ea9f
- Nationale Bibliotheek van Israël: 987007325267105171
- Nederlandse Thesaurus van Auteursnamen: 369456866
- Système universitaire de documentation: 158430972
- Virtual International Authority File: 284149196513174791950